# Meurtre d'Ali Fazeli Monfared
Le meurtre d'Ali (Alireza) Fazeli Monfared (2 janvier 2001 - 4 mai 2021) fait référence à l’homicide commis en mai 2021, à proximité d'Ahvaz (Iran), à l’encontre d’un jeune homosexuel iranien par des membres de sa famille.

## Déroulement
Le 4 mai 2021, trois hommes de sa famille emmènent Ali Fazeli Monfared, 20 ans, dans une zone près de la ville d'Ahvaz. Le lendemain, le corps du jeune homme est retrouvé sans vie, décapité,.
Les premiers rapports indiquent qu'il a été tué par son demi-frère et ses cousins. Selon Sheshrang, le demi-frère d'Ali a découvert son homosexualité après avoir ouvert une enveloppe contenant sa carte d'exemption du service militaire indiquant qu'il était homosexuel,
Ali Fazeli Monfared avait précédemment averti qu'il était menacé par les membres de sa famille et qu'il avait prévu d'émigrer d'abord en Turquie, puis dans les pays européens. Il avait résidé à Ahvaz pour demander une exemption du service militaire.